# Raphael (banda)
Raphael (ラファエル) foi uma banda japonesa de rock do movimento visual kei formada em 1997, consistindo em Kazuki, Yukito, Hiro e Yuki. A banda encerrou as atividades em 2001, após Kazuki morrer aos 19 anos. Anos depois, os integrantes restantes se reuniram para dois shows em 2012 e para uma turnê em 2016.

## Carreira

### Carreira original (1997–2001)
Antes da formação do Raphael, o guitarrista Kazuki e baixista Yukito originalmente trabalharam juntos em uma banda cover punk em 1995.[carece de fontes?] Em 1997, Yukito fundou o Raphael em Tóquio, com nome inspirado pelo arcanjo da cura, juntamente com Kazuki, que se tornou o líder do grupo. Logo depois, Kazuki conheceu Yuki em um karaokê e o convidou para ser vocalista do grupo. Por fim, o quarteto foi estabelecido com a entrada de Hiro, que foi convencido por sua irmã a abandonar a escola e seguir carreira como baterista. Todos os membros tinham cerca de 15 anos nesta época.
No mesmo ano, lançaram sua primeira fita demo e fizeram seu primeiro show em 10 de dezembro. O primeiro EP Lilac foi lançado em 1998 e foi seguido pelo primeiro single, "White Love Story". Eles apareceram pela primeira vez na parada da Oricon com a música "Yume Yori Suteki na", que foi usada para o programa Kyaiin Kanbyou no Megumi no Heart (キャイーン・寛平の女神のハート) da TBS. Eles lançaram dois singles no mesmo dia, um alcançado a posição 37, e o outro a 38.
Em 1999, seu primeiro lançamento em uma grande gravadora, "Hanasaku Inochi Aru Kagiri", atingiu o número 25 do Oricon. Seus lançamentos posteriores foram centrados no tema graduação porque era a época que os integrantes estavam se formando no ensino médio, se não tivessem largado a escola para seguir na carreira musical. O primeiro show no Nippon Budokan ocorreu em março de 2000.
Entretanto, em 31 de março de 2000, o guitarrista Kazuki morreu de overdose de sedativos. Em janeiro de 2001, após terminarem uma turnê nacional, a banda decidiu encerrar as atividades. Yuki e Hiro formaram a banda Rice, enquanto Yukito formou a banda Black Love.
A música do Raphael "Yume Yori Suteki na" foi regravada pela Dog in the Parallel World Orchestra na compilação Crush! -90's V-Rock Best Hit Cover Songs-. O álbum foi lançado em 26 de janeiro de 2011 e conta com bandas atuais de visual kei regravando músicas de bandas que foram importantes para o movimento visual kei dos anos 1990.

### Reuniões (2012–2016)
Em 7 de abril de 2012, foi anunciado que os membros restantes Yuki, Yukito e Hiro iriam reunir o Raphael por duas noites no Zepp Tokyo em 31 de outubro e 1 de novembro. Yuki afirmou que tomou a decisão em 2010, enquanto visitava o túmulo de Kazuki. Os shows tiveram a participação de Anchang (Sex Machineguns), Lida (Dacco, Psycho le Cému), Sakito (Nightmare) e Yumehito (AYABIE) como guitarristas.  Eles lançaram um single chamado "Raphael -Starring Kazuki-" no dia do primeiro show; uma regravação de seu hit "Eternal Wish (Todokanu Kimi e)" de 1999 que incluiu músicas nunca lançadas "Dear", "Haikei Nervous" e "Elf no Yuutsu". Um álbum duplo dos dois shows chamado Tenshi no Hinoki Butai foi lançado em 26 de dezembro e inclui 30 músicas. As filmagens de ambos os shows também foram lançadas em DVD no mesmo dia, chamado Tenshi no Hinoki Butai Dai Ichi Ya "Hakuchumu", enquanto o segundo show foi lançado em 30 de janeiro de 2013 como Tenshi no Hinoki Butai Dai Ni Ya "Kokuchumu".
Em 2016, o Raphael se reuniu para vários shows, incluindo a turnê nacional Iyashikoya que começou em maio. O álbum Never -1997040719990429- foi lançado em 18 de maio e é composto de regravações de músicas do período independente da banda. Os álbuns que cobriram suas músicas em grandes gravadoras, Ending -1999072319991201- e Love Story -2000020220161101-, foram lançados em 3 de agosto e 26 de outubro, respectivamente.
Em 16 de setembro de 2024, Yuki apresentará canções da banda no show Luv Together sediado pela banda Mucc em Roppongi, com outros grupos como Kizu e Lynch.

## Integrantes
- Yuki Sakurai (櫻井有紀) – vocais
- Yukito Honda (本田之人) – baixo, contrabaixo, vocais de apoio
- Kazuhiro "Hiro" Murato (村田一弘) – bateria

Ex-integrantes
- Kazuki Watanabe (渡辺和樹) – guitarras, vocais de apoio, principal compositor, líder

## Discografia
Álbuns e mini-álbuns
- Lilac (7 de abril de 1998)
- Mind soap (1 de dezembro de 1999) Melhor posição na Oricon Albums Chart semanal: 30[20]
- Sotsugyô (卒業, 23 de março de 2000) 50[20]
- Fumetsu Hana (不滅華, 21 de fevereiro de 2001) 17[20]
- Raphael Singles (1 de agosto de 2001, álbum de compilação) 25[20]
- Tenshi no Hinoki Butai (26 de dezembro de 2012, álbum ao vivo) 133[20]

Álbuns de regravação
- Never -1997040719990429- (18 de maio de 2016, álbum de regravações) 57[20]
- Ending -1999072319991201- (3 de agosto de 2016, álbum de regravações) 42[20]
- Love Story -2000020220161101- (26 de outubro de 2016, álbum de regravações) 36[20]

Singles
- "White Love Story" (1 de novembro de 1998)
- "Sick (XXX Kanja no Karute)" (Sick～xxx 患者のカルテ～, 20 de fevereiro 1999)
- "Sweet Romance" (29 de abril de 1999) Melhor posição no Oricon Single Chart Weekly: 38[4]
- "Yume Yori Suteki na" (夢より素敵な, 29 de abril de 1999) 37[4]
- "Hanasaku Inochi Aru Kagiri" (花咲く命ある限り, 23 de julho de 1999) 25[4]
- "Eternal Wish (Todokanu Kimi e)" (eternal wish～届かぬ君へ～, 1 de outubro 1999) 28[4]
- "Promise" (20 de novembro de 1999) 32[4]
- "Lost Graduation" (2 de fevereiro de 2000) 40[4]
- "Evergreen" (23 de agosto de 2000) 28[4]
- "Akikaze no Rhapsody" (秋風の狂詩曲, 1 de novembro de 2000) 24[4]
- "Eternal Wish (Todokanu Kimi e)" (31 de outubro de 2012, regravação) 24[4]

Demos
- "Eternal Wish (Todokanu no Kimi e)" (24 de dezembro de 1997)

### Vídeos
VHS
- Lilac: Vision of Extremes (1 de agosto de 1998, PVs)
- Lilac: Vision of Extremes II (20 de setembro de 1999, PVs)
- Pictorial Poem (24 de março de 2000, PVs)
- Raphael Special Live "Graduation" -2000.3.4 Nippon Budokan- (23 de agosto de 2000, concerto)
- Forever and Ever (25 de abril de 2001, making of)
- Pictorial Poem 2 (19 de setembro de 2001, PVs)
- Last (19 de setembro de 2001, concerto)
- First (19 de setembro de 2001, concerto)

DVD
- Forever and Ever (25 de abril de 2001, making of)
- Raphael Clips (19 de setembro de 2001, PVs)
- Last (21 de setembro de 2001, concerto)
- First (21 de setembro de 2001, concerto)
- Tenshi no Hinoki Butai Dai Ichi Ya "Hakuchumu" (26 de dezembro de 2012, concerto) Melhor posição no Oricon DVD Chart Weekly: 45[21]
- Tenshi no Hinoki Butai Dai Ni Ya "Kokuchumu" (30 de janeiro de 2013, concerto) 26[21]